# 沙氏五杰陵园
沙氏五杰陵园位于中国浙江省宁波市鄞州区东钱湖沙孟海书学院内，为沙孟海等五人的陵园，建于其去世后，后迁建沙文汉墓，其夫人陈修良去世后亦迁入此，同时增建沙文求、沙文度、沙文威墓，陵园以山顶沙孟海墓为主体建筑，最北侧为红色花岗岩大理石墓体，整体呈长方体印章样，墓前沿中轴线依次安置有巨型石制砚台，石质书籍，张爱萍题匾的墨瀚亭，2014年7月16日公布为鄞州区文物保护单位。